# Tom Price, Ashburton
Tom Price är en ort i Australien. Den ligger i regionen Ashburton och delstaten Western Australia, omkring 1 000 kilometer norr om delstatshuvudstaden Perth. Antalet invånare är 2 723.
Trakten är glest befolkad.